# Tualatin (Oregon)
Pour les articles homonymes, voir Tualatin.
Tualatin est une municipalité américaine située dans les comtés de Clackamas et de Washington en Oregon. Elle fait partie de la banlieue de Portland. Selon le recensement de 2010, sa population est de 26 054 habitants.

## Géographie
La municipalité s'étend sur 8,22 milles carrés (21,29 km2). L'essentiel de la ville se trouve dans le comté de Washington qui accueille 23 192 de ses habitants sur 7,42 milles carrés (19,22 km2).

## Histoire
En 1853, une localité est fondée sur les rives de la Tualatin, Galbreath. Elle est renommée Bridgeport lors de la construction d'un pont sur la rivière en 1856. Le premier bureau de poste local, créé en 1861, porte le nom de Tualatin. En 1886, une nouvelle localité nommée Tualatin est fondée sur la rive opposée de Bridgeport lors de l'arrivée du chemin de fer. La ville devient une municipalité en 1913,.

## Démographie
Si Tualatin ne compte que 359 habitants en 1960, sa population s'accroit rapidement durant les trois décennies suivantes, notamment grâce à ses prix immobiliers et son coût de la vie inférieur à Portland. 
La population de Tualatin est estimée à 27 545 habitants au 1er juillet 2016.
Le revenu par habitant était en moyenne de 37 287 dollars par an entre 2012 et 2016, au-dessus de la moyenne de l'Oregon (28 822 dollars) et de la moyenne nationale (29 829 dollars). Sur cette même période, 10,9 % des habitants de Tualatin vivaient sous le seuil de pauvreté (contre 13,3 % dans l'État et 12,7 % à l'échelle des États-Unis).